# ماریا ثوریسدوتیر
ماریا ثوریسدوتیر (ایسلندی: Maria Þórisdóttir؛ زادهٔ ۵ ژوئن ۱۹۹۳) بازیکن فوتبال اهل نروژ است.
از باشگاه‌هایی که در آن بازی کرده‌است می‌توان به باشگاه فوتبال زنان منچستر یونایتد اشاره کرد.
وی همچنین در تیم‌های ملی فوتبال زنان نروژ بازی کرده‌است.